# Мителли, Джузеппе Мария
Джузе́ппе Мари́я Мите́лли (итал. Giuseppe Maria Mitelli; 1634, Болонья — 4 февраля 1718, Болонья) — итальянский художник-график, рисовальщик и гравёр периода маньеризма второй половины XVII — начала XVIII века.
Мастер резцовой гравюры и офорта, Мителли издавал пользующиеся большим спросом альбомы и серии гравюр. Джузеппе Мителли был необычайно плодовитым художником и оставил значительное графическое наследие.

## Биография
Джузеппе Мария Мителли, второй сын Лукреции Пенны (Lucrezia Penna) и Агостино Мителли (англ. Agostino Mitelli 1609—1660), уже известного художника-монументалиста и гравёра, родился и рос в Болонье, в атмосфере искусства.
Первые навыки художника он получил от отца; в юности Джузеппе копировал маслом работы художников болонской школы: Гверчино и Аннибале Карраччи.
К концу XVI века излюбленной техникой для многих художников и ценителей искусства становится офорт. Джузеппе Мителли в полной мере использовал эту технику как инструмент для распространения своих славящихся остроумием, парадоксальных, всегда живых, а порой и саркастически-горьких комментариев на умонастроения и события эпохи.

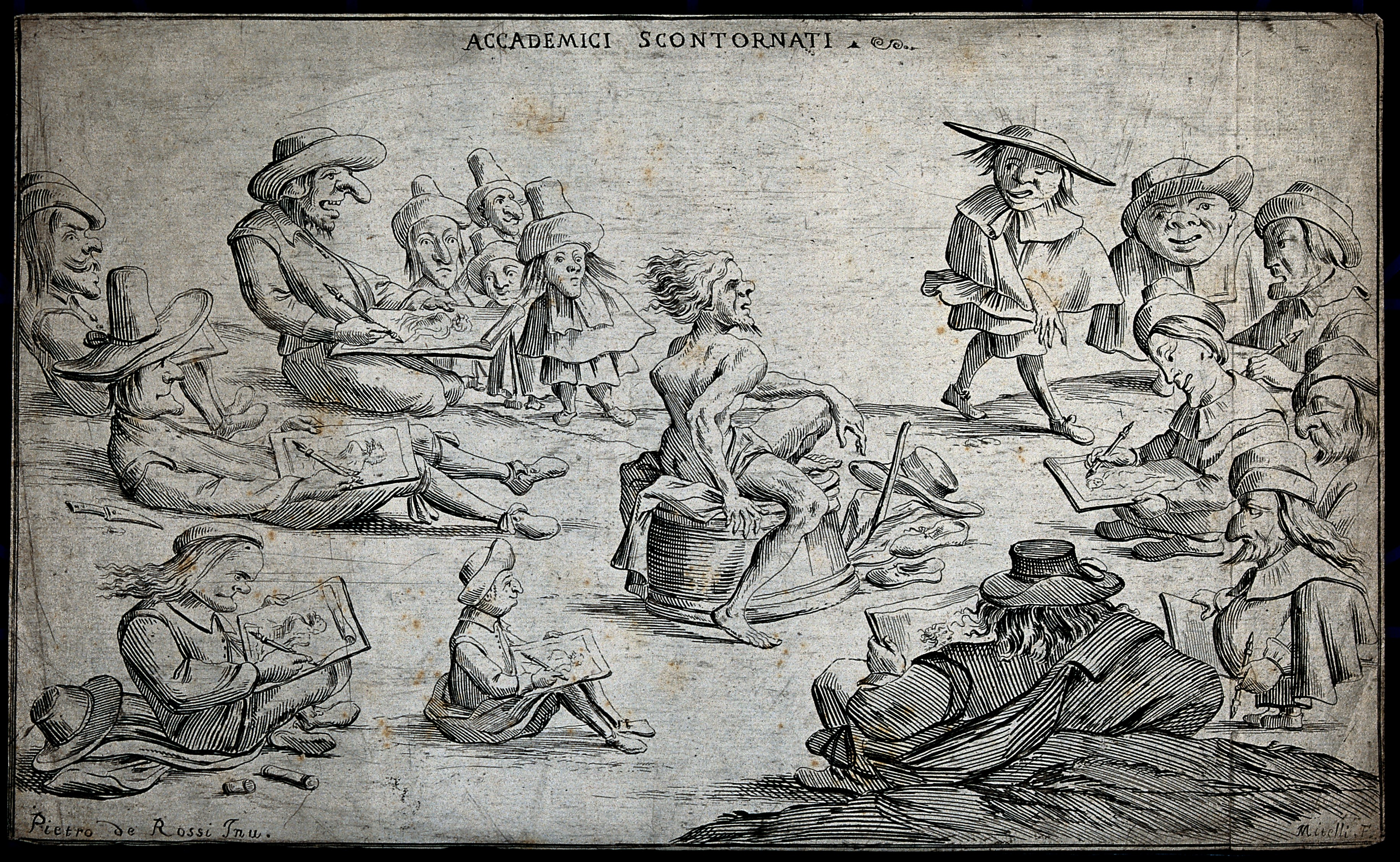
Натурный класс с горбуном-натурщиком и студентами-карликами. Гравюра Дж. М. Мителли

Будущему художнику был всего один год от роду: когда умер его великий французский предшественник, гравёр Калло, с которым Джузеппе Мителли сближает отвращение к обыденности разлитого в мире зла. Но, в отличие от старшего коллеги, истоптавшего всю Европу пешком, Мителли скорее занят исследованием образов второй природы, используя работы других художников как заданную канву, как материал для свободной разработки сюжета. Он не столь блистательно выхватывает фигуры и целые сцены прямо из жизни, находясь в толпе, в гуще событий, подобно Жаку Калло. Метод Мителли ближе к методу уединённого сочинителя, который задумывает и воплощает сюжет (путём своеобразной «алхимической» взгонки) на основе некой, не дающей покоя мысли. Результатом такого метода становятся подчас химеричные, а то и откровенно забавные персонажи, предвосхищающие серьёзно-весёлый абсурдизм иллюстраций Джона Тенниела к книге о похождениях Алисы писателя и волшебника Льюиса Кэррола.
Современники считали Мителли весёлым человеком с уравновешенным характером, способным безошибочно понять собеседника и четко охарактеризовать его.
Прилежный католик, любивший вкусно поесть, завсегдатай таверны, решительно протестующий против войны и её безумств, ненавидящий всякую тиранию, внимательный к бедным и их горькой доле и увлечённый охотник.
Когда в 1660 Джузеппе Мителли получил весть о смерти отца, он был в Венеции. Там молодой Джузеппе занимался с венецианским художником Марко Боскини (1613—1678), монументалистом и гравёром, и делал рисунки по картинами Тициана, Веронезе и Тинторетто.
Из сохранившихся живописных работ Мителли наиболее ранними считаются «Мадонна с младенцем» и «Экстаз Святого Франциска», датируемые 1670 годом.
В поздние годы художник несколько раз сделал себя героем графических листов, посвященных быстролётности человеческого существования, хотя тема эта возникает в гравюрах Мителли уже с середины 1670-х.
В 1711 Джузеппе Мителли стал одним из основателей и первым директором Академии Клементина в Болонье.
Умер Джузеппе Мария Мителли в Болонье 4 февраля 1718.

## Галерея

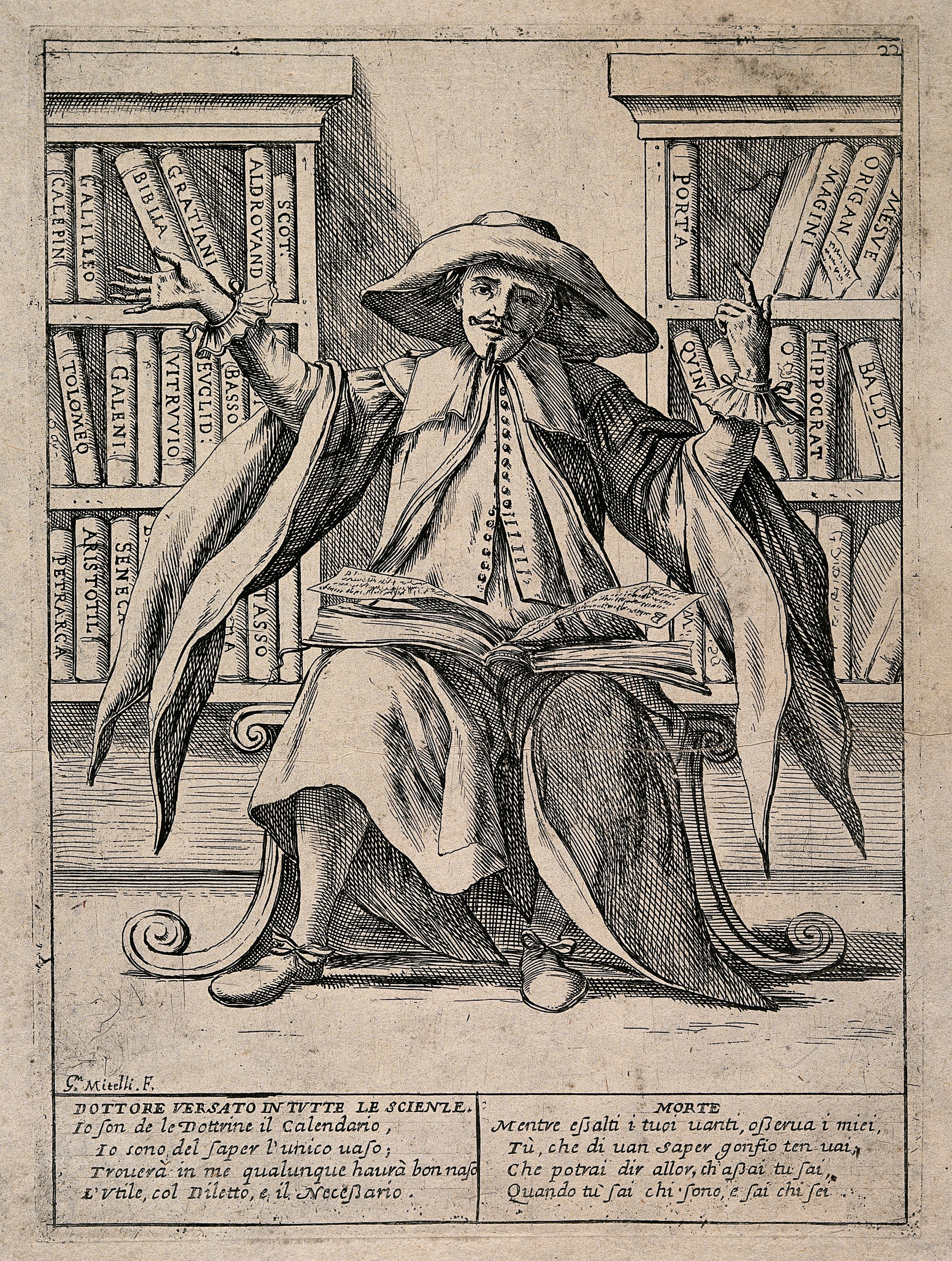
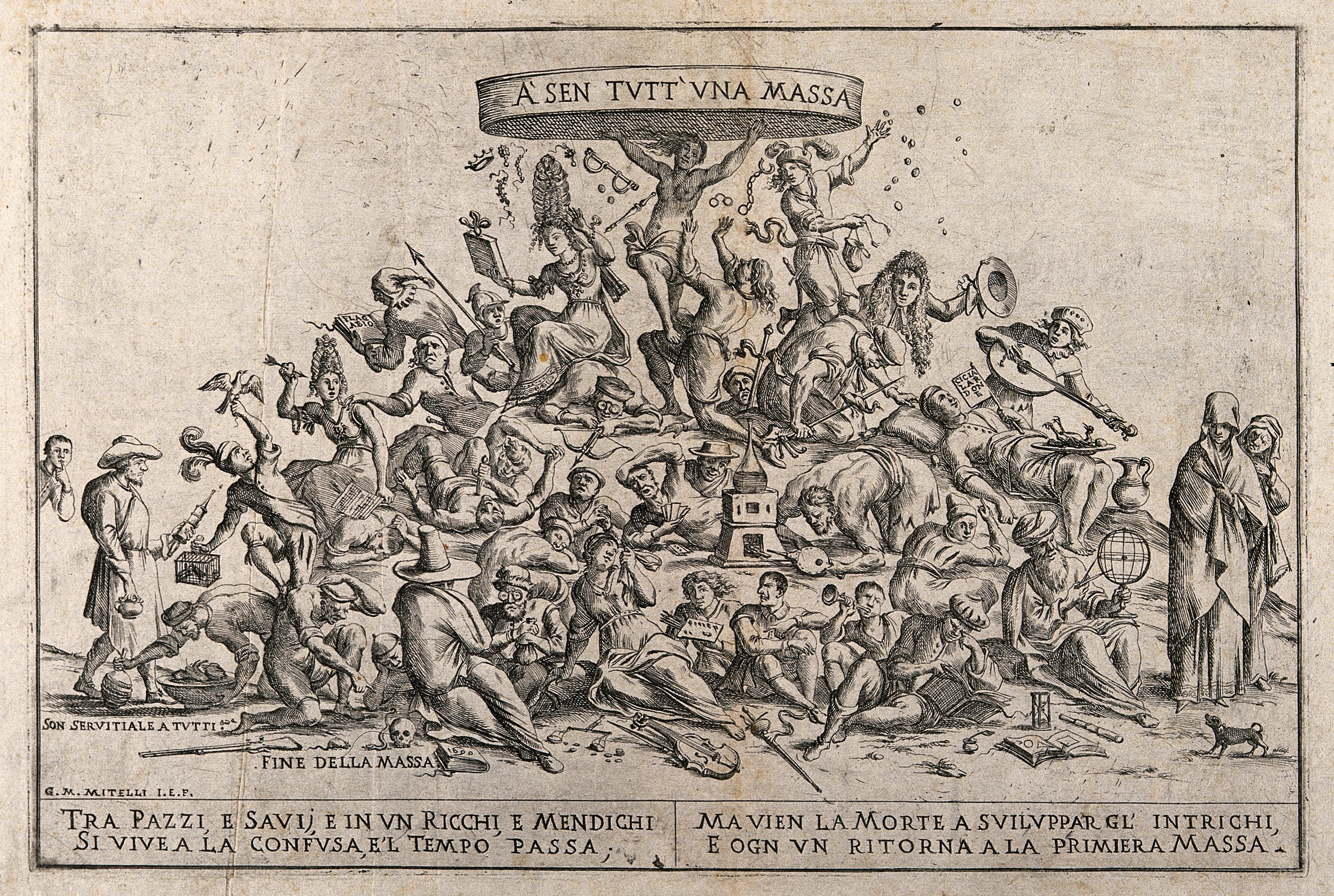
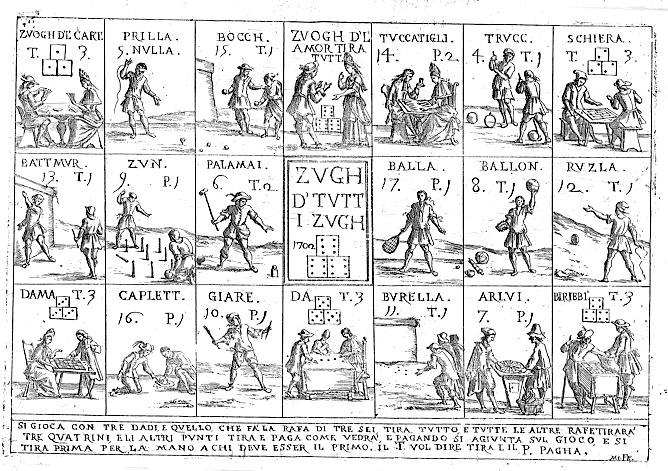
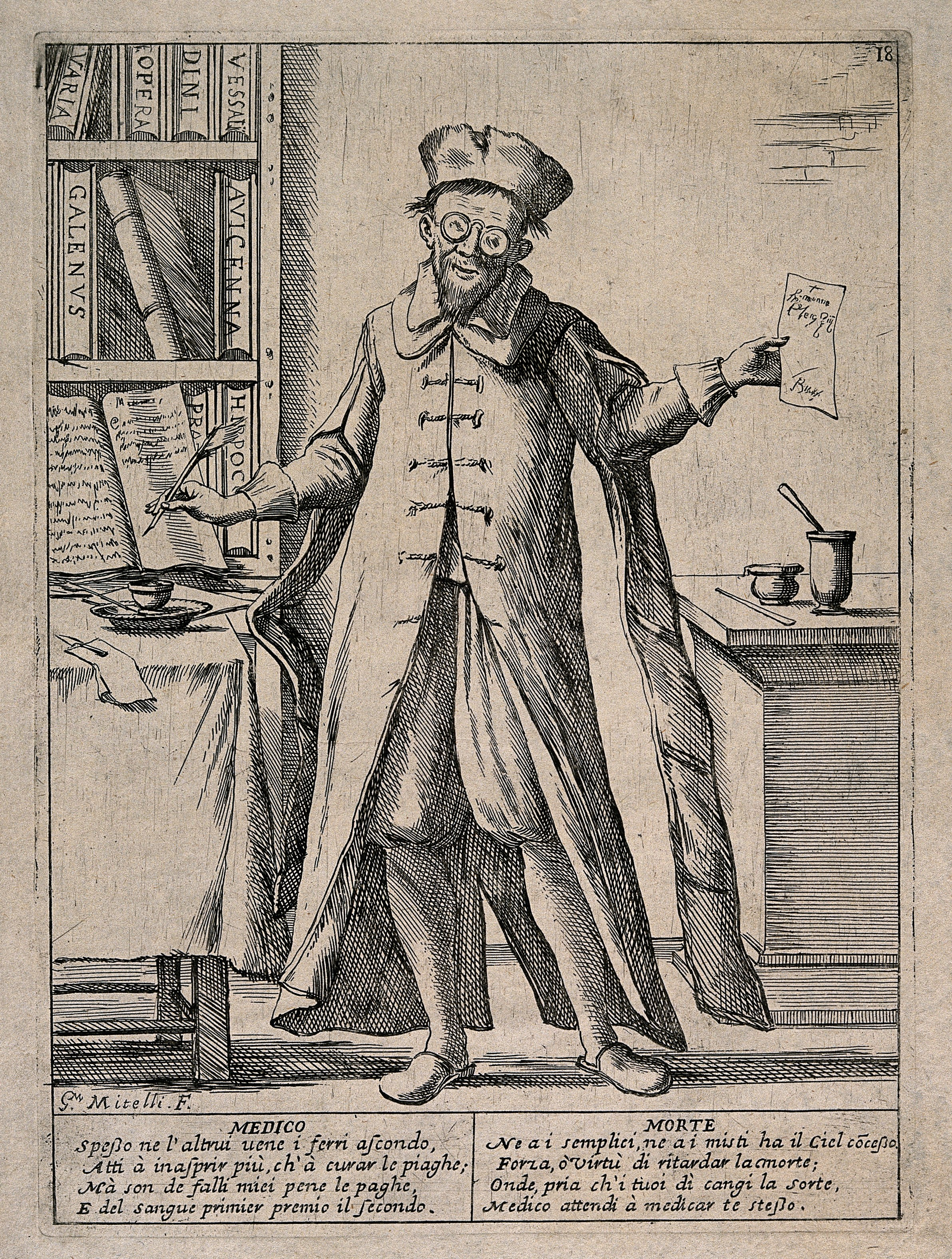
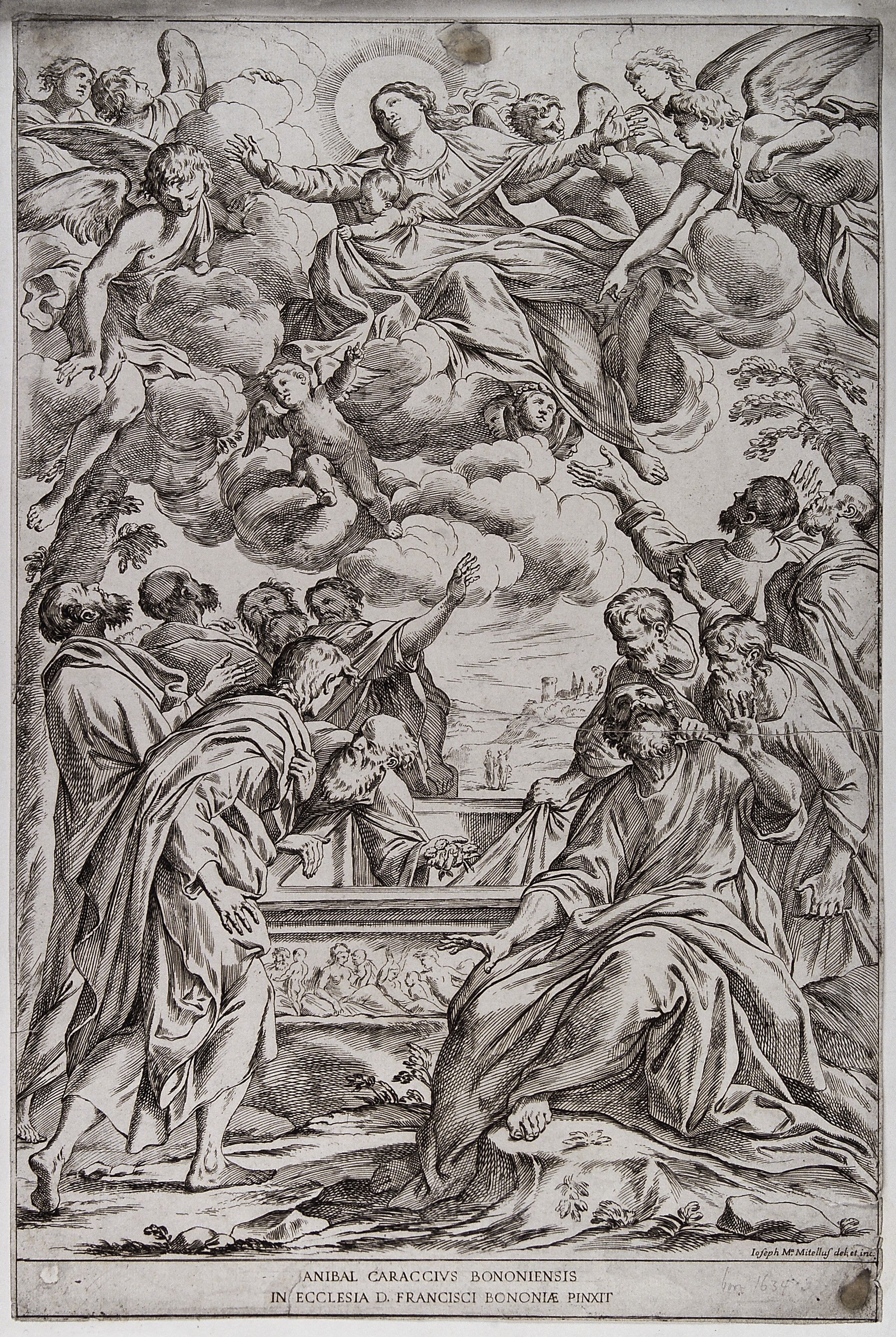
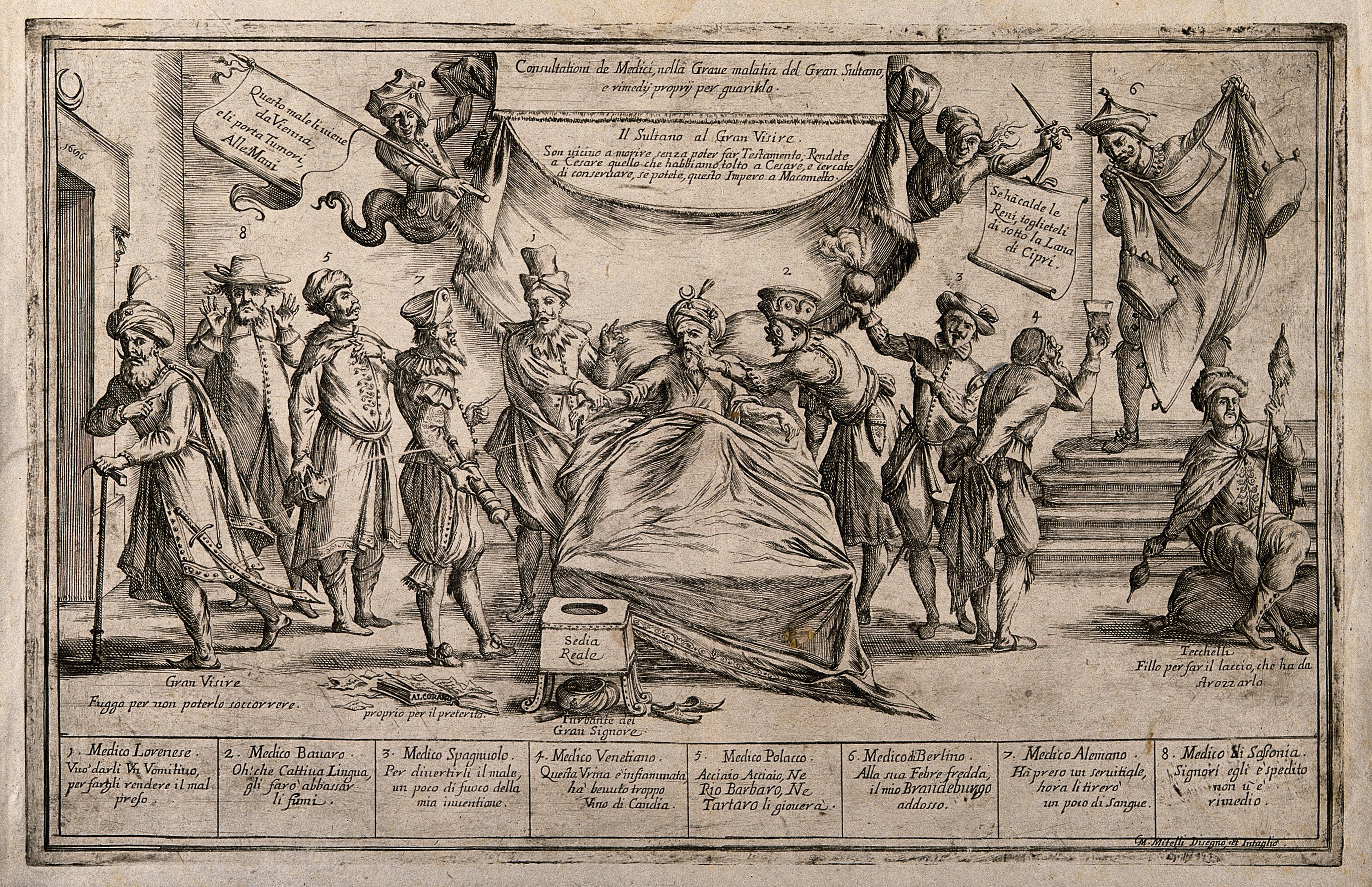
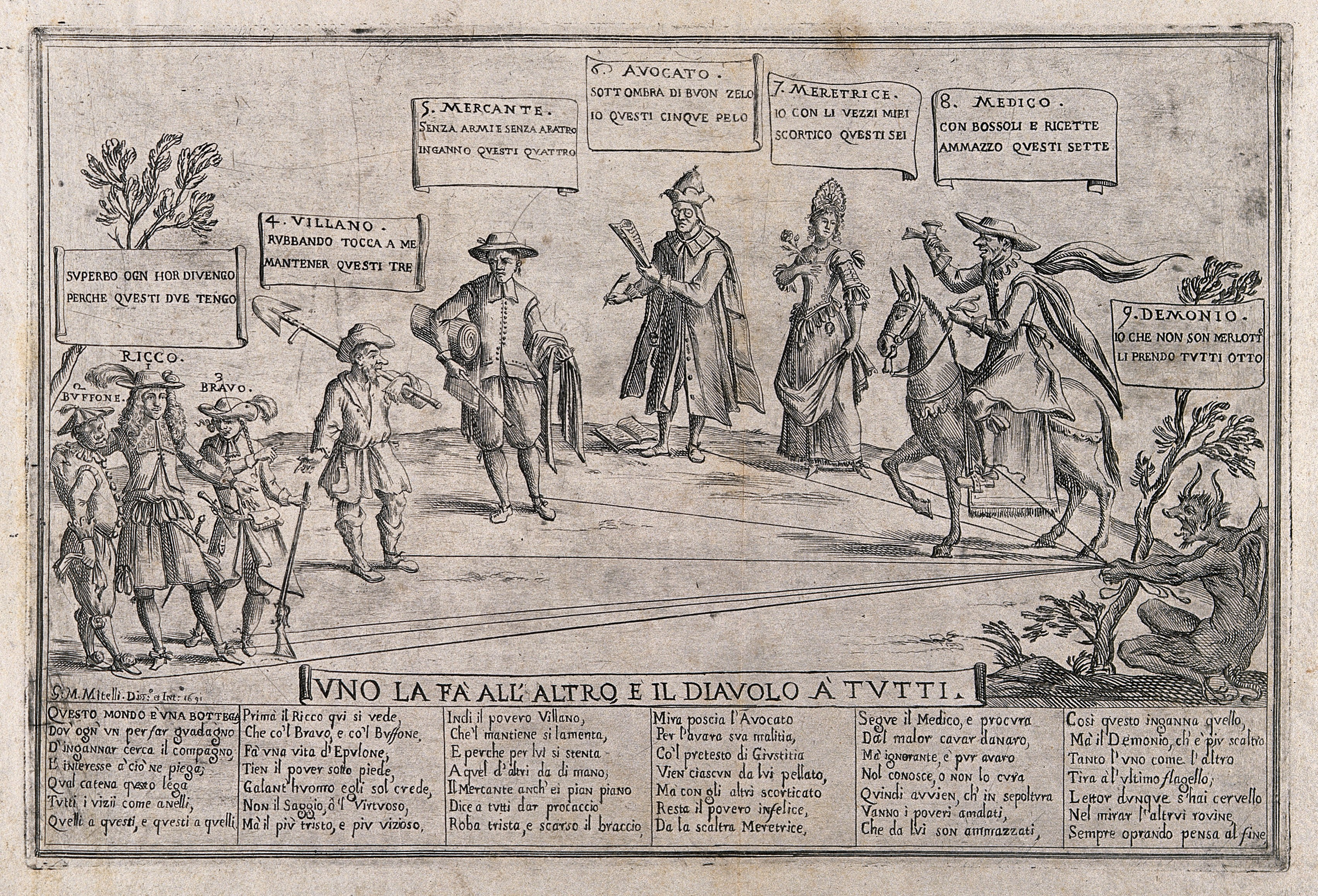
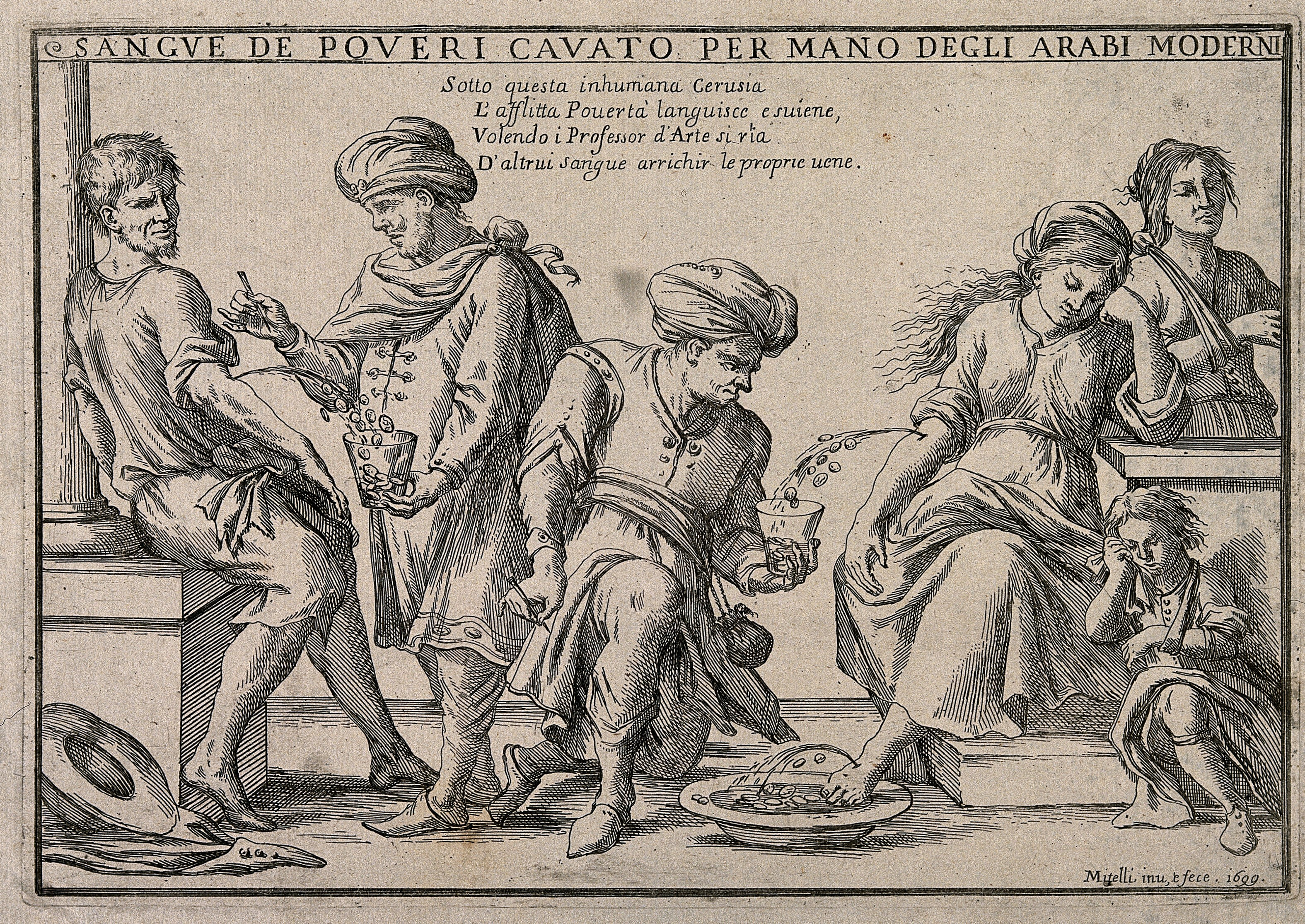